# Matigramma perigeana
Matigramma perigeana là một loài bướm đêm trong họ Erebidae.